# Rynek w Katowicach
Rynek w Katowicach (dawnej Friedrichsplatz, Ring) – rynek miejski położony w centrum Katowic. Jest to jeden z głównych placów Śródmieścia do którego prowadzą: ul. 3 Maja, ul. Warszawska, ul. Staromiejska, ul. Teatralna, ul. Adama Mickiewicza, ul. św. Jana, ul. Pocztowa, ul. Młyńska i aleja Wojciecha Korfantego.
Zabudowania przy placu powstawały od połowy XIX wieku. W latach PRL część zabytkowych kamienic wyburzono, by mogły powstać tu nowoczesne obiekty usługowe. Charakterystyczną cechą rynku jest sieć torów tramwajowych, przecinających rynek w kilku kierunkach. W ramach rynku wyróżnia się trzy place: Kwiatowy, Teatralny i Obrońców Katowic. W 2016 oddano cały rynek do użytku po gruntownej przebudowie.

## Opis

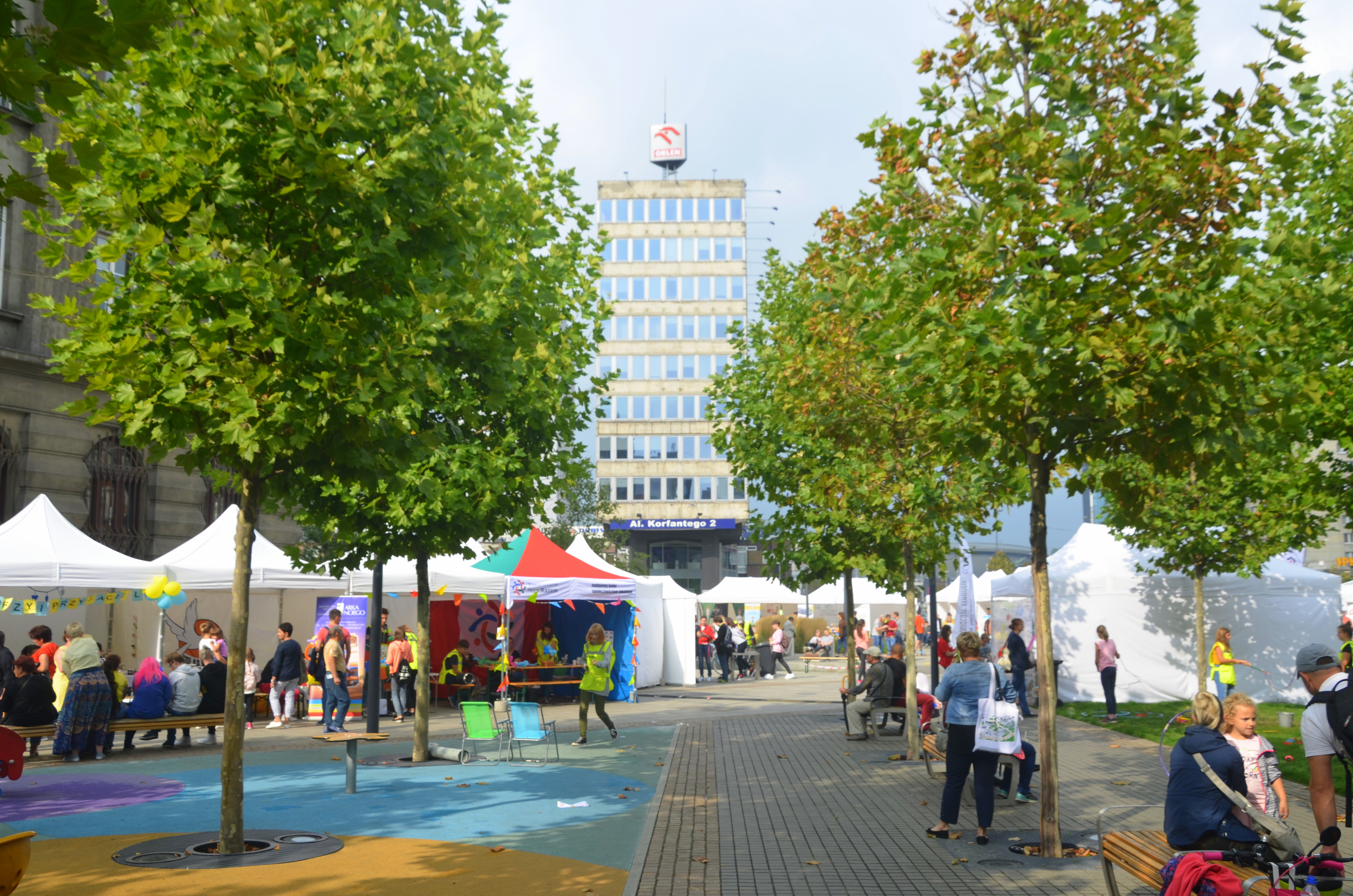
Tzw. plac Obrońców Katowic na katowickim Rynku, 2018

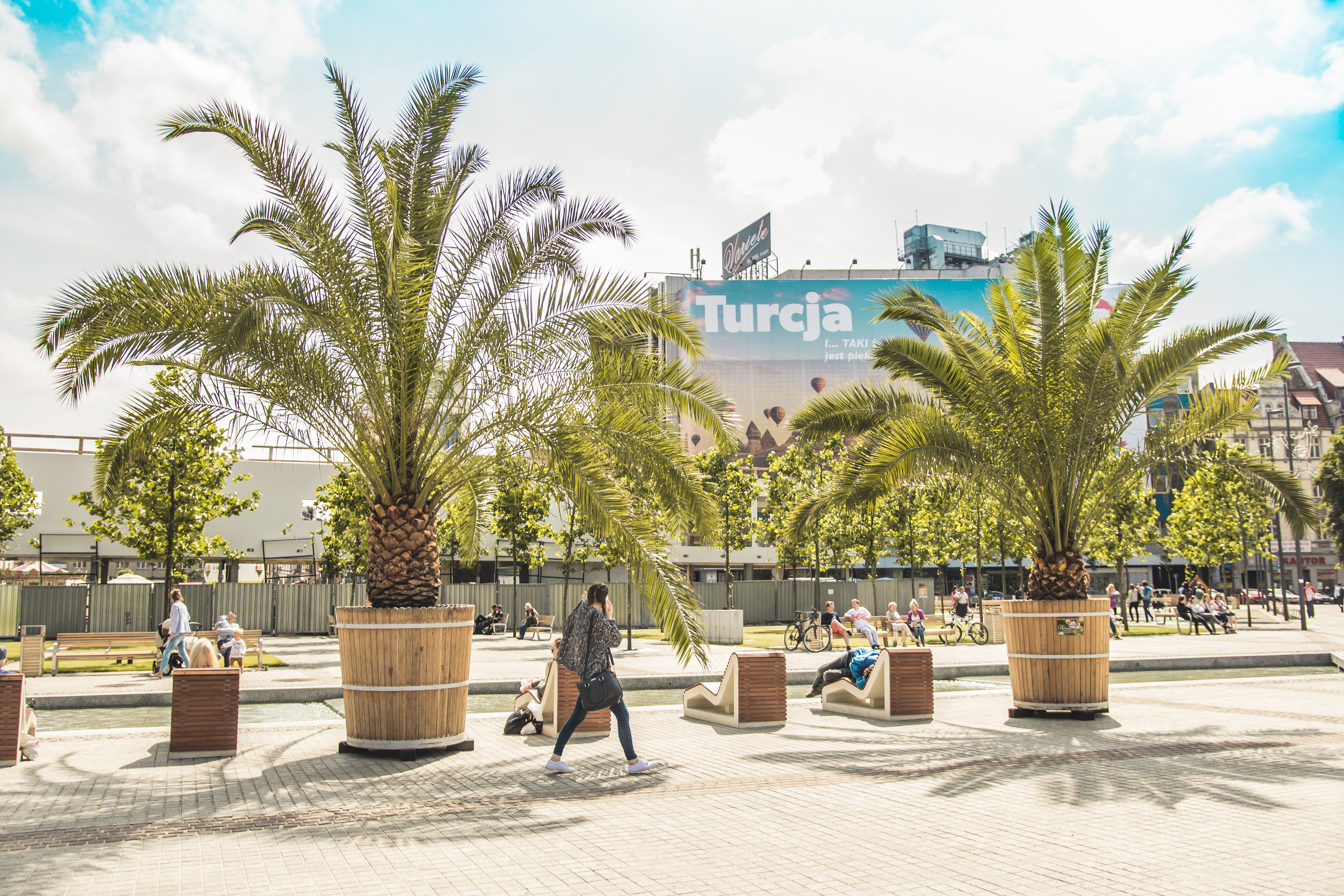
Rynek w Katowicach w czerwcu 2016

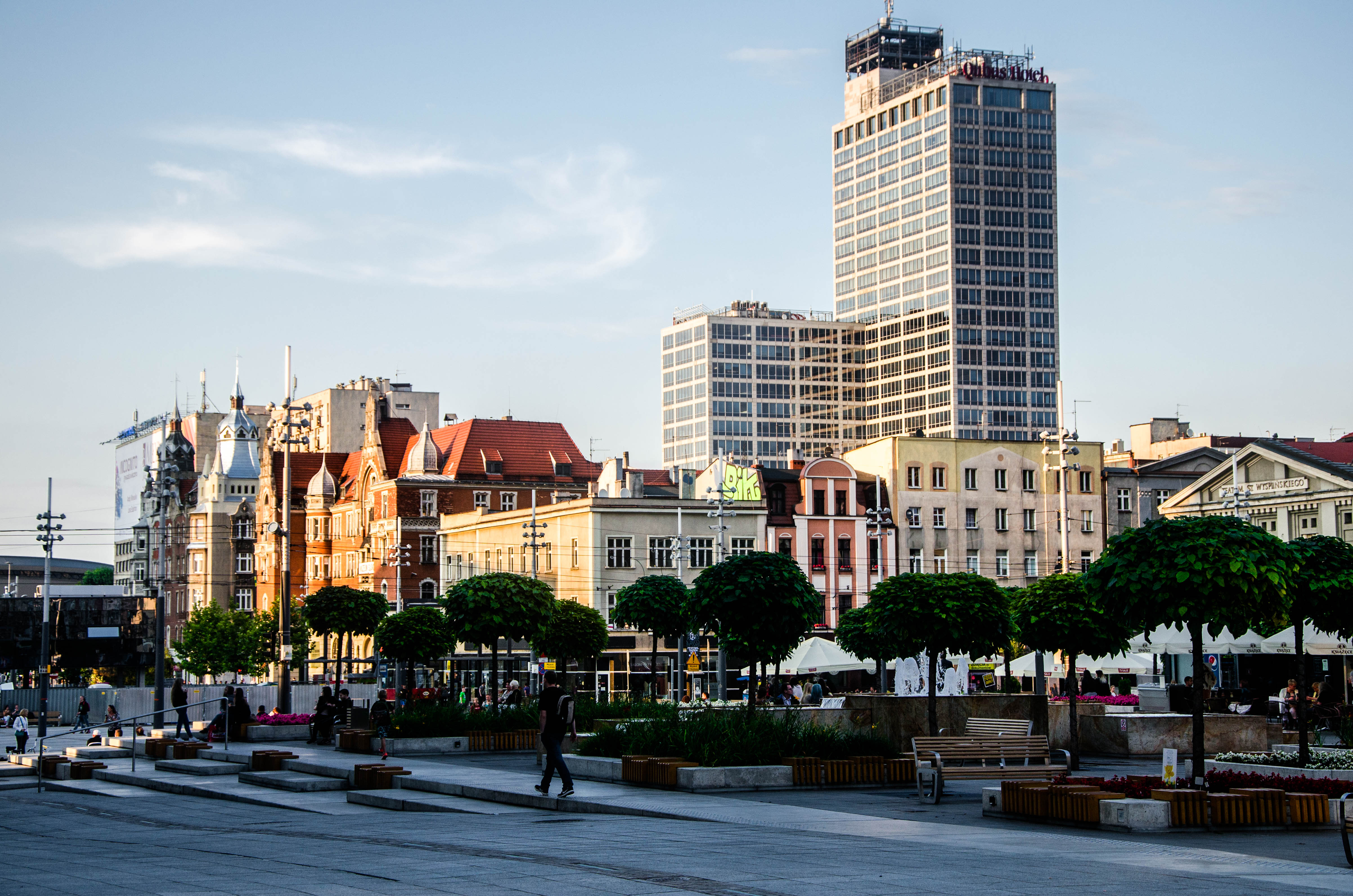
Rynek w 2016, fragment alei W. Korfantego w Katowicach. W tle wieżowiec "Altus".

Rynek wraz z odchodzącymi od niego ulicami: Warszawską, Teatralną, Dyrekcyjną, Staromiejską, Dworcową, św. Jana, Pocztową, Wawelską, 3 Maja, Stawową, Andrzeja Mielęckiego, Starowiejską, a także początkowym biegiem ulicy Adama Mickiewicza i alei Wojciecha Korfantego tworzy jeden zespół funkcjonalno-architektoniczny. Znajduje się tu wiele zabytkowych kamienic. Na Rynku oraz większości z wyżej wymienionych ulic istnieją zakazy lub ograniczenia wjazdu dla samochodów. Pod placem biegnie koryto rzeki Rawy.
Plac, w rozumieniu władz Katowic, jest miejscem centralnym i należy do "wizytówek" miasta. W sąsiedztwie Rynku znajduje się plac Obrońców Katowic z Pomnikiem Harcerzy Września – Obrońców Katowic. Na Rynku oraz w sąsiadujących uliczkach punkt hot-spot zapewnia bezprzewodowy bezpłatny dostęp do internetu.
Wartość wskaźnika zabudowy w rejonie Rynku wynosi ponad 3.00. Jest to jedna z najwyższych intensywności zabudowy w całym mieście.
W południe ze szczytu kamienicy znajdującej się przy Rynku i zbiegu ulicy Młyńskiej i Pocztowej rozlega się katowicki hejnał. Autorem muzyki jest kompozytor amator z Bytomia Adam Biernacki. Zwyczaj grania hejnału ma krótką tradycję, powstał w 2002 roku.

## Historia

Kuźnica bogucka w roku 1823
1. budynek główny
2. płuczka rudy
3. węgielnia
4. szopa na rudę
5. ognisko po prażenia
6. upust kołowy
7. upust przemiałowy

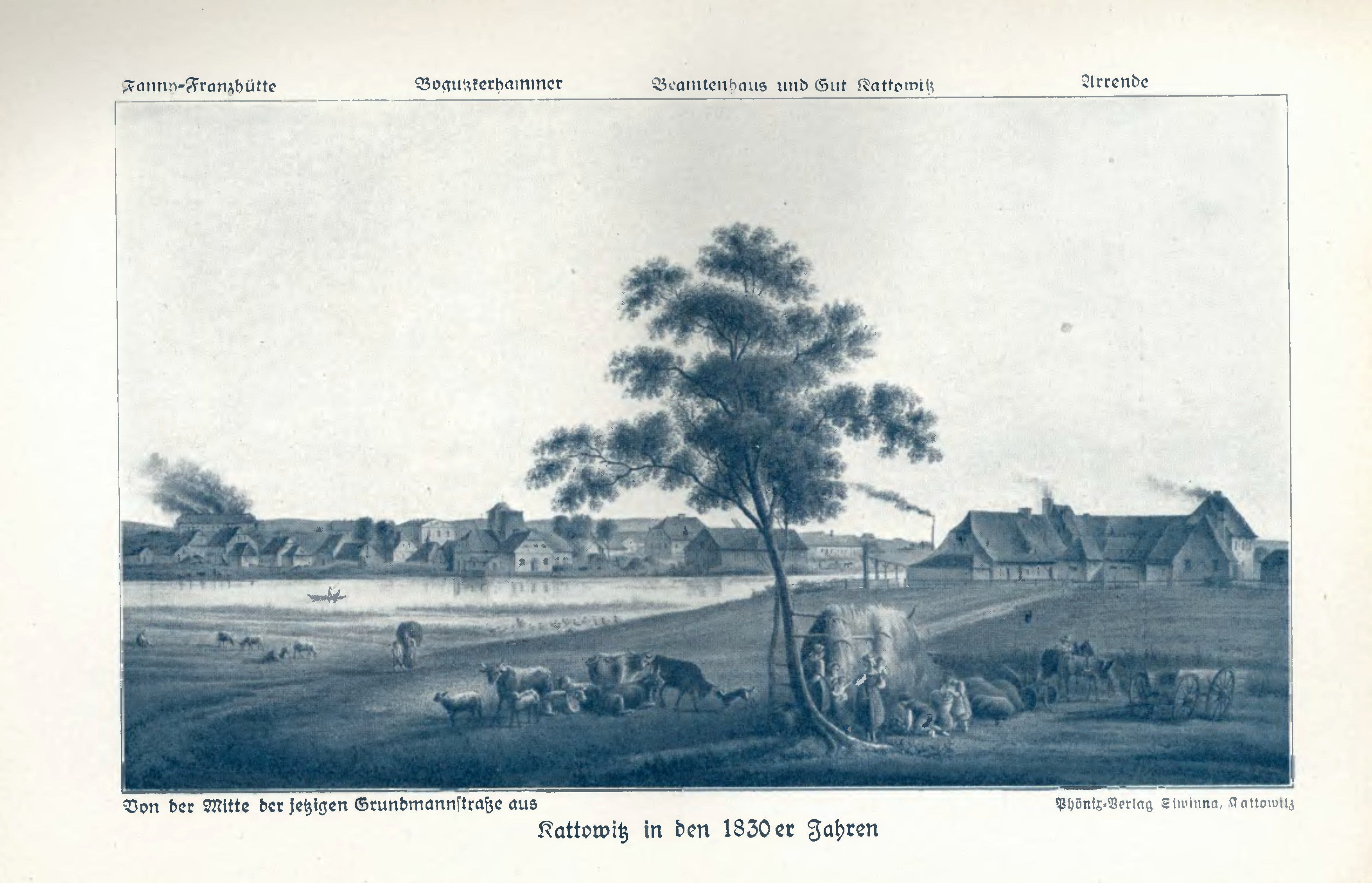
Karczma Katowicka (Arrende), po prawej, na litografii E. Knippla z XIX wieku

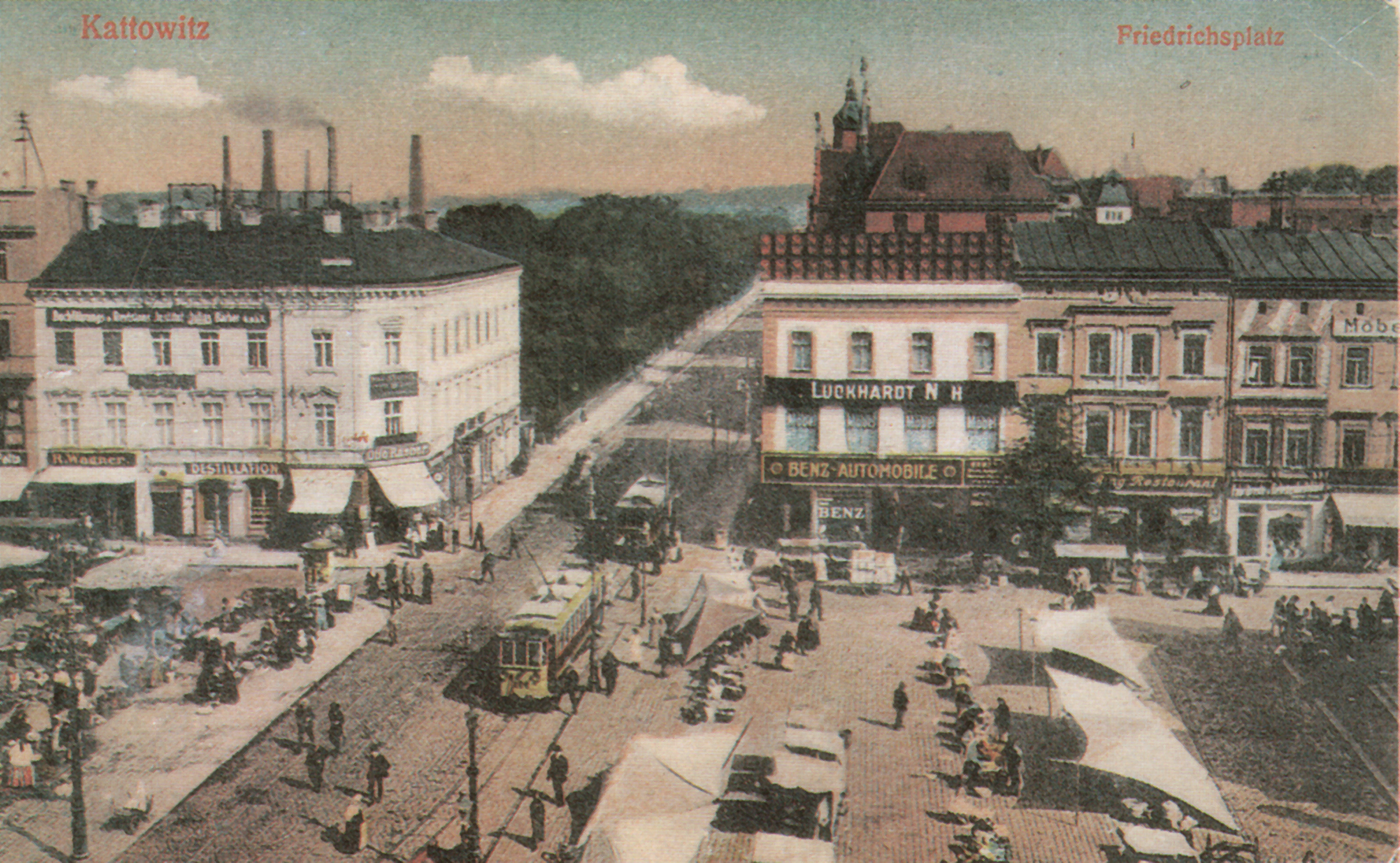
Friedrichplatz na początku XX wieku (widok w kierunku północnym)

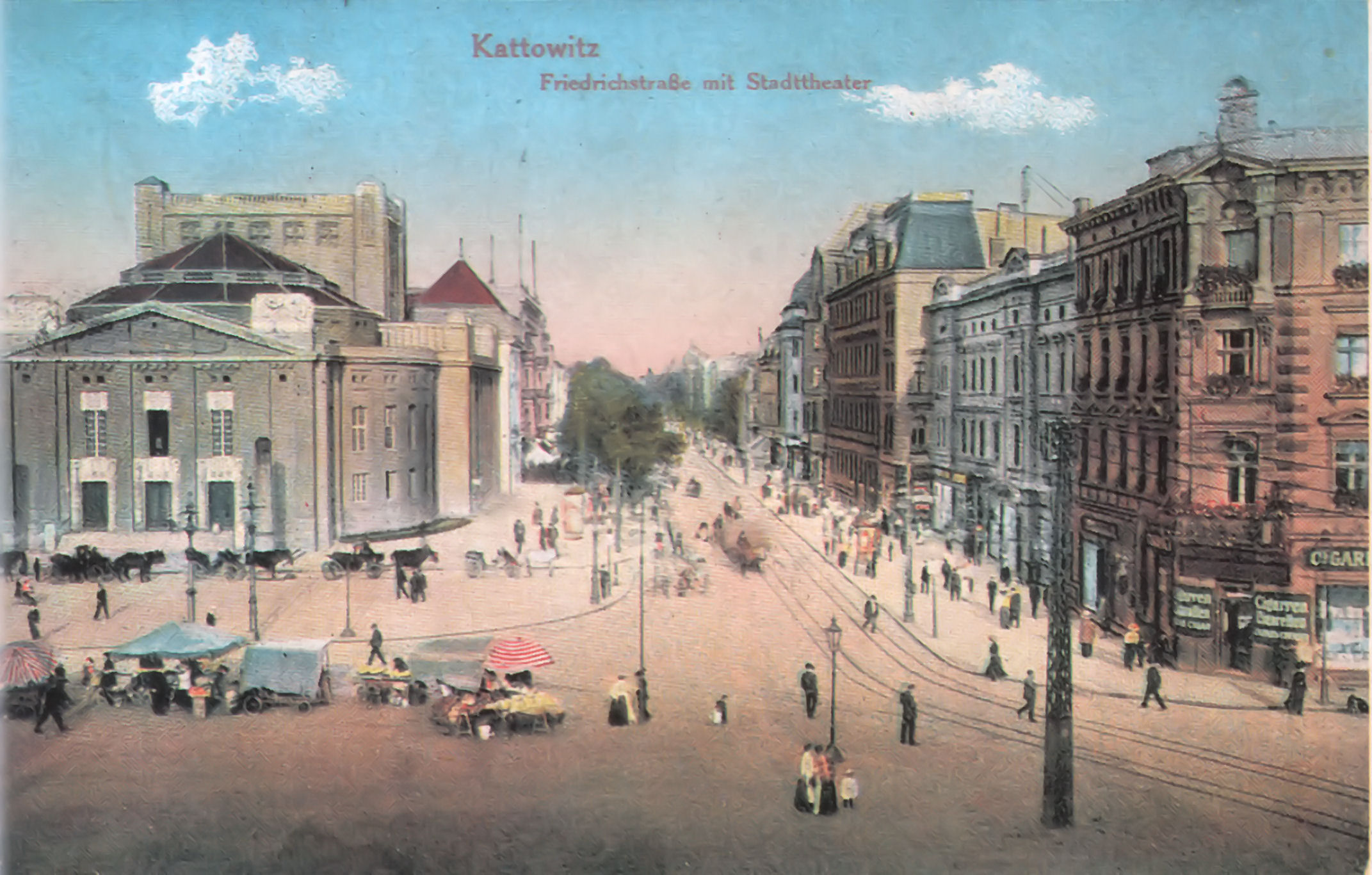
Friedrichplatz na początku XX wieku (widok w kierunku wschodnim)

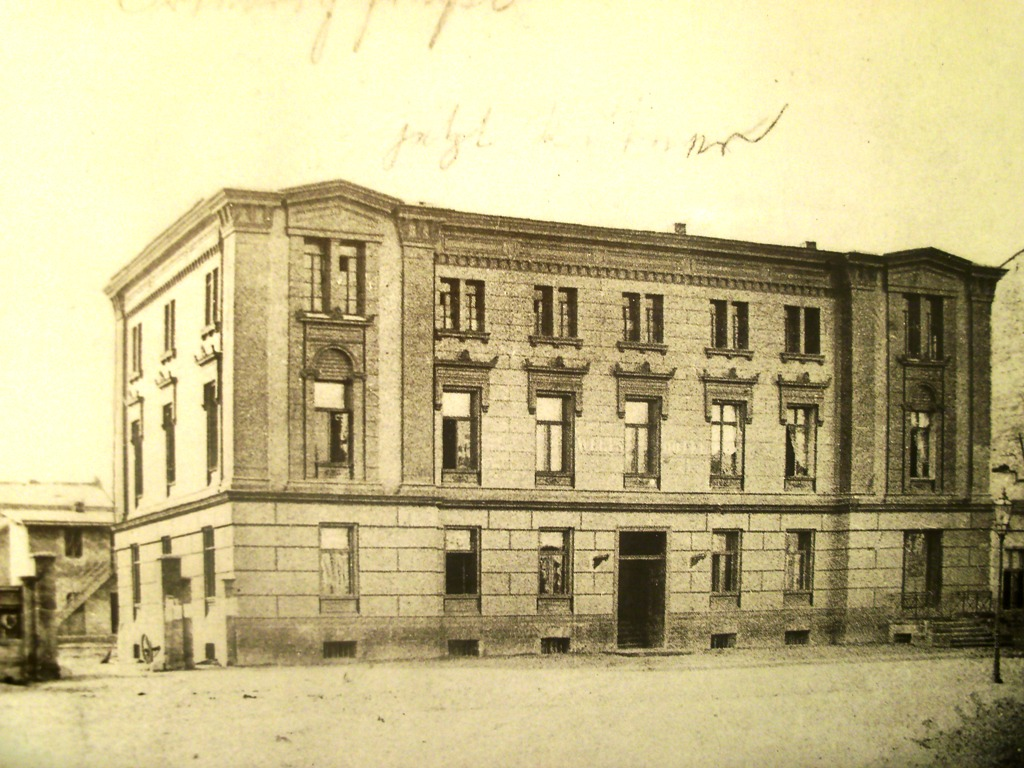
Hotel Welt w drugiej połowie XIX wieku

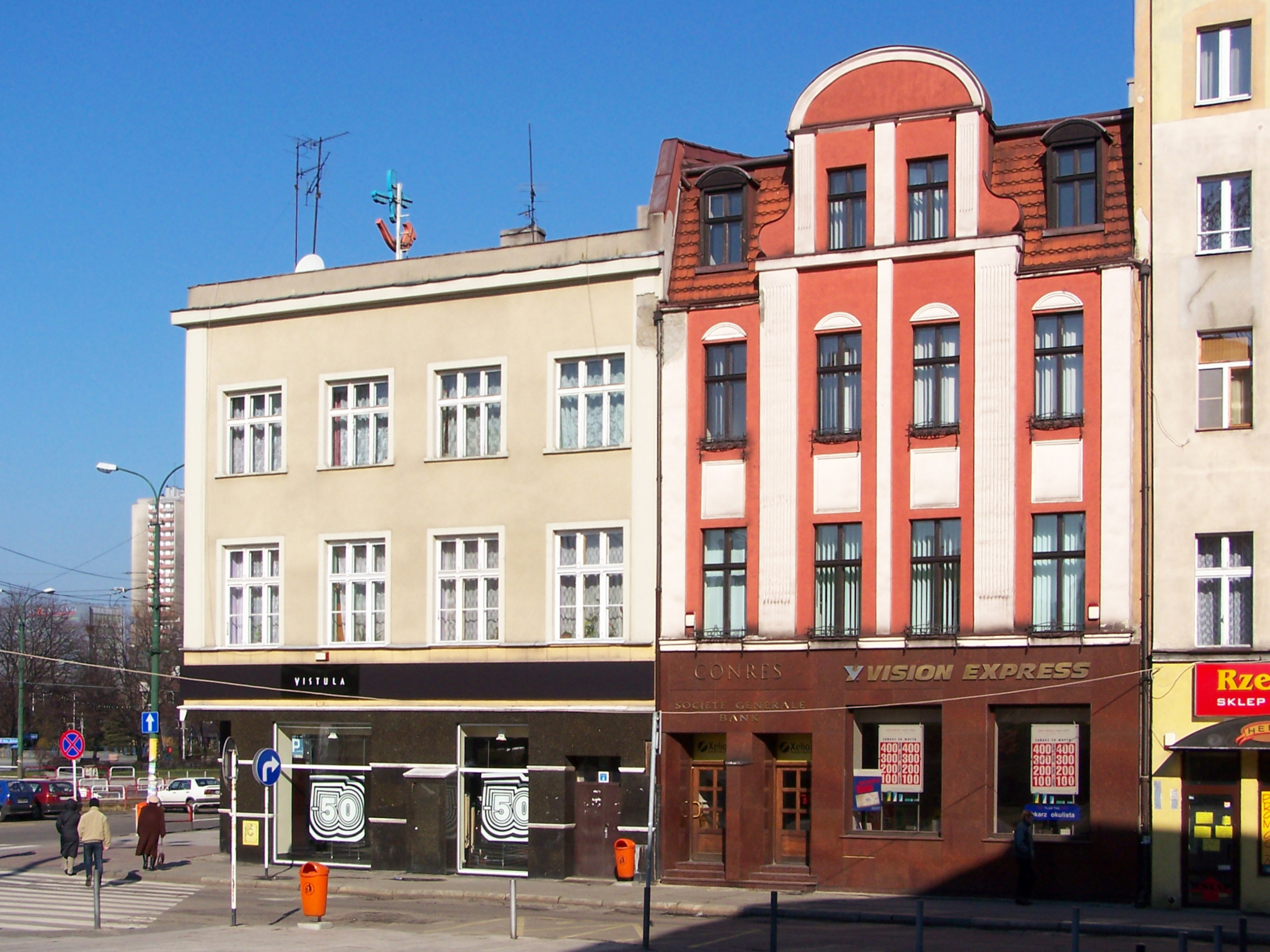
Zabytkowa kamienica przy Rynku 7 (po prawej stronie)

W drugiej połowie wieku XVI w pobliżu dawnego stawu kuźniczego, na rogu dzisiejszego Rynku i ul. św. Jana, znajdował się lokalny węzeł komunikacyjny. W tym miejscu spotykały się szlaki w czterech kierunkach: na południowy wschód prowadziła droga do Mikołowa – obecnie ulica Młyńska i ulica Mikołowska, na południe droga do Brynowa – obecnie ul. św. Jana, ul. Jana Kochanowskiego i ul. Wita Stwosza, na wschód – droga do Szopienic i Mysłowic (ul. Warszawska), a na północ droga do północnej części centrum Bogucic (obok kościoła – ul. Katowicka) i dalej do Dąbrówki Małej.
W 1686 Jan Mieroszewski z Mysłowic i Rudolf J. Kamieński ze Świętochłowic zawarli ugodę, dotyczącą gruntów spornych w rejonie wsi Katowice. Do ugody dołączono odręcznie sporządzoną mapę. Obejmuje ona tereny dzisiejszego Rynku – ówczesne skrzyżowanie lokalnych dróg w okolicach Kuźni Boguckiej i katowickiej karczmy nad rzeką Roździanką (obecnie Rawa). Karczma była arendą dominialną; znajdowała się w rejonie późniejszej zachodniej pierzei rynkowej. Dziś istnieje tu DH "Skarbek". Karczma powstała przed 1816; była jednocześnie domem żydowskiego arendarza. W latach 50. XIX wieku uwiecznił ją na swojej litografii Ernest Wilhelm Knippel. W 1832 została opisana przez nieznanego autora w następujący sposób:

[...] karczmę górującą nad słomą krytymi domkami wiejskimi − podwójnym szczytem i wysokim dachem.

Karczma zawaliła się w 1864 – rok przed nadaniem Katowicom praw miejskich.
Pierwsze plany zabudowy i kształtu placu rynkowego powstały w latach pięćdziesiątych XIX wieku. Autorem jednego z nich (plan z 1856) był Heinrich M.A. Nottebohm. Plac umieszczono na głównej osi miejskiej (dzisiejsze: pl. Wolności – ul. 3 Maja – Rynek – ul. Warszawska – pl. ks. Emila Szramka). Był znacznie mniejszy, niż dzisiejszy Rynek, przy czym aż do 1945 r. jego południowy kraniec wyznaczała linia południowej zabudowy dzisiejszych ulic 3 Maja i Warszawskiej. Nieregularność kształtów głównego placu miejskiego była podyktowana uwarunkowaniami przestrzennymi.
Pierzeją północną Rynku były kamienice, oznaczone numerami od 2 do 5 oraz 6 do 9 (wzniesione na przełomie lat 60. i 70. XIX wieku). Budynek pod numerem 2 został zaplanowany ukośnie. Wynikało to z nieregularnego kształtu wylotu obecnej ul. Adama Mickiewicza. Budynek ten początkowo miał dwa piętra; początkiem XX wieku nadbudowano kolejne. Obiekt stał tyłem do ówczesnej Thiele-Winckler-Straße (ul. Skośna). Biała kamienica, stojąca na posesji 4 i 5, pochodząca z lat 70. XIX wieku, została wzniesiona według projektu Carla Schultza i Juliusa Haase, w stylu klasycystyczno-neorenesansowym. Pierzeję północną na dwie części dzieliła Schloßstraße (obecnie al. Wojciecha Korfantego, w latach międzywojennych jako ul. Zamkowa). Chcąc ją poszerzyć decyzją władz miasta w 1938 obiekty na posesjach 4 i 5 wyburzono.
Krótką pierzeję zachodnią Rynku tworzyła kamienica, oznaczona numerem 1, wzniesiona po zawaleniu się w 1864 r. karczmy Adolfa Fröhlicha, a pierzeję południową – budynki o numerach 11–13. Kamienica o numerze 11 to dziś budynek o adresie ul. Warszawska 1; wzniesiona w 1874 według projektu Paula Jackischa z Bytomia w stylu eklektycznym z elementami neorenesansu (wpisana do rejestru zabytków, nr rej.: A/1561/94 z 30 grudnia 1994); kamienica znajduje się w miejscu dawnego ogrodu hotelu "Welt". Wzniesiono ją na planie prostokąta, z oficynami bocznymi. Bryła budynku jest zwarta, z ryzalitami pozornymi na pierwszej i siódmej osi (dodatkowy ryzalit tworzą trzy pierwsze osie). Pierwszą kondygnację całkowicie przebudowano. Fasada została zwieńczona niepełnym belkowaniem. W płycinach podokiennych umieszczono dekorację sztukatorską z motywami wici roślinnej. Dawny hotel "Welt" wybudowano w 1848; budynek istniał do 1945 (obecnie w tym miejscu zlokalizowany jest Dom Handlowy "Zenit").
Z gmachem "Welta" sąsiadował hotel "de Prusse" (numer 13), wybudowany na początku lat 50. XIX wieku. Istniał w miejscu dzisiejszego tzw. placu kwiatowego. Ówczesna Poststraße (obecnie ul. Pocztowa) była przez to dłuższa. Zabudowę Rynku ukończono w 1875 – wówczas był to największy plac targowy w mieście.
Pierzeję wschodnią (numer 10) początkowo tworzyły trzy obiekty zarządu dóbr von Tiele-Wincklera z początku lat 70. XIX wieku. Jeden z nich zaadaptowano na potrzeby pierwszego ratusza miejskiego (budowa w latach 1873–1874). Była to ogrodowa dwupiętrowa willa, ze znajdującym się z tyłu niewielkim więzieniem. W latach 1906–1907 w tym miejscu wybudowano gmach Teatru Miejskiego (obecnie siedziba Teatru Śląskiego im. St. Wyspiańskiego), według projektu architekta Karla Moritza, pochodzącego z Kolonii. W 1930, na miejscu białej kamienicy z kopułą, wzniesiono gmach Banku Gospodarstwa Krajowego (obecnie siedziba ING Banku Śląskiego). Pierwotnie gmachu nie było widać z placu rynkowego – stał on przy nieistniejącej ulicy Skośnej. Budynki zasłaniające go (pierzeja północna Rynku) wyburzono w latach 60. XX wieku.
W 1896 w mieście powstała pierwsza linia parowej kolejki wąskotorowej (do Siemianowic), która miała swój początek na Rynku. Zarząd nad nią miała spółka Schlesiche Kleinbahn AG. W 1898 linia ta została zelektryfikowana. Do 1907 powstały linie tramwajowe do Bytomia i Mysłowic. W 1912 została oddana do użytku linia z Rynku do Südparku (obecnie park Tadeusza Kościuszki).
Plac w okresie Rzeszy Niemieckiej (do 1922) nosił nazwę Friedrichsplatz, w okresie międzywojennym od 1922 do 1939 Rynek, w latach 1926–1939 nazywany także placem Marszałka Piłsudskiego, w latach niemieckiej okupacji Polski (1939–1945) Ring.
20 czerwca przed Teatrem Miejskim przemawiał Wojciech Korfanty, witający wkraczające do Katowic polskie wojska, pod dowództwem gen. Stanisława Szeptyckiego. 27 sierpnia 1922 na Rynku odbyły się uroczystości związane z przyłączeniem części Górnego Śląska do Polski. Brał w nich udział marsz. Józef Piłsudski, który między innymi przyznawał odznaczenia wojskowe i uczestniczył we Mszy Świętej. W dwudziestoleciu międzywojennym pod numerem 2 znajdowała się kawiarnia "Turecka", w której istniała jedyna w Katowicach poczta hotelowa, pod numerem 1 – prywatna klinika ginekologiczna doktora Ernesta Speiera oraz kawiarnia i cukiernia Franciszka Liczbińskiego, a pod numerem 6 – restauracja "Zamkowa".
4 września 1939 w podwórzu kamienicy na rogu Rynku i ówczesnej ul. Zamkowej Niemcy zamordowali około 80 obrońców miasta. Byli wśród nich między innymi Nikodem i Józef Rencowie oraz Franciszek Feige. W 1945 w trakcie zajmowania miasta przez Armię Czerwoną zniszczona została południowa pierzeja Rynku. W 1945 powstał także pierwszy powojenny plan przebudowy placu. Jego wyobrażenie przedstawia akwarela autorstwa Tadeusza Michejdy. Około połowy lat 50. XX wieku domknięto od strony północnej blok kamienic pomiędzy ulicą Pocztową i ulicą św. Jana późnosocrealistycznym budynkiem, który utworzył południową pierzeję nowego placu rynkowego. W 1954 został opracowany perspektywiczny plan zagospodarowania przestrzennego Katowic, autorstwa Zygmunta Winnickiego oraz M. i A. Winnickich. W latach 60. i 70. XX wieku wyburzono zabytkowe kamienice (zgodnie z założeniami planu przebudowy, zatwierdzonymi w 1962). W ich miejsce powstały modernistyczne gmachy, między innymi Dom Prasy Śląskiej i Dom Handlowy "Skarbek" (pierzeja zachodnia) oraz Dom Handlowy "Zenit" (pierzeja wschodnia). Przed zbudowaniem "Zenitu", na ścianie, do której przylega obiekt, widniała namalowana postać hutnika. W wyniku tych przekształceń Rynek stracił charakter placu domkniętego, a stał się rondem komunikacyjnym. W założeniu ówczesnych władz miasta miało powstać nowe miejskie centrum. Ponownie plac został zamknięty dla samochodów i udostępniony pieszym w latach 70. XX wieku.

20 października 1981 na Rynku doszło do starć manifestantów z milicją. Ich powodem było usunięcie z placu przez władze samochodu "Solidarności", z którego sprzedawano niezależne publikacje. Podczas zamieszek użyto gazu łzawiącego.

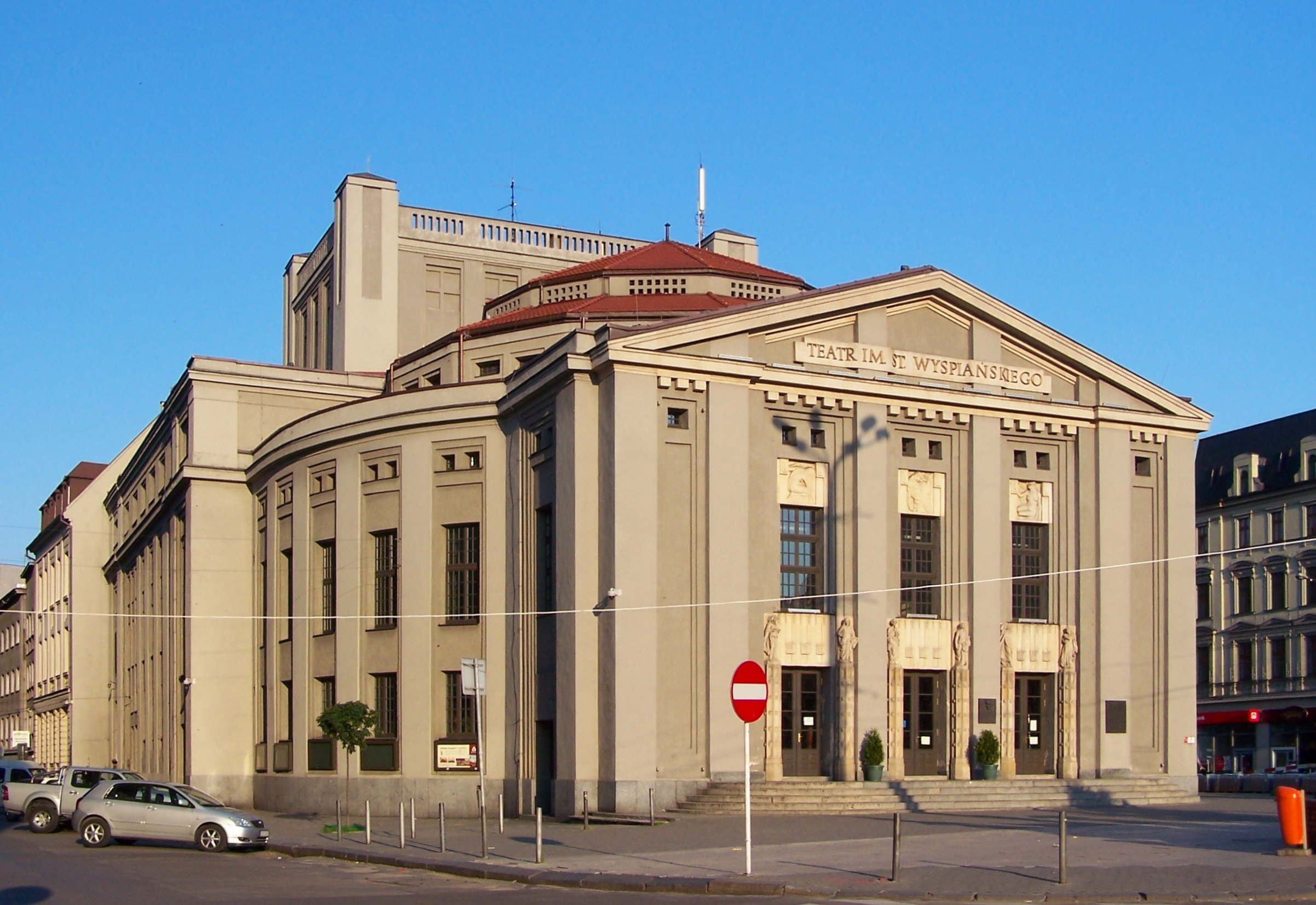
Teatr Śląski (Rynek 2)

### Przebudowa
Obecnie jest planowana przebudowa strefy Rondo–Rynek, której całkowita powierzchnia inwestycyjna wynosi około 735 000 m².
Początkiem roku 2005 wśród mieszkańców Katowic przeprowadzono ankietę, z której wynikało, iż jednym z trzech priorytetowych kierunków rozwoju miasta jest modernizacja Rynku. W maju 2006 prezydent miasta Piotr Uszok ogłosił konkurs na projekt przebudowy strefy od rondo gen. Jerzego Ziętka do placu rynkowego, obejmującej część alei Wojciecha Korfantego. Zwycięska praca została przygotowana przez pracownię Konior Studio. Wybraną koncepcję architektoniczną zaprezentowano na Międzynarodowych Targach Nieruchomości MIPiM w Cannes, które odbyły się 13 marca 2007 roku.
Od 16 do 18 października 2008 w Rondzie Sztuki odbyły się spotkania warsztatowe z mieszkańcami na temat przebudowy strefy śródmiejskiej (tzw. "Transformacja Centrum"). Opracowywanie planów projektowych rozpoczęto w 2009.
W lutym 2010 rozpoczęła się sonda, przeprowadzona wśród mieszkańców miasta, na temat wyboru wariantu przebudowy strefy Rondo–Rynek. Zaproponowano trzy warianty, opracowane i przedstawione 19 stycznia 2010 przez zespół ekspertów i konsorcjum kilku firm. W głosowaniu wzięło udział około 2000 osób. Mieszkańcy wybrali wariant z dużym nasadzeniem zieleni, przykrytym korytem rzeki Rawy, której ślad na powierzchni miał symbolizować sztuczny ciek wodny, i z tunelem łączącym ul. Adama Mickiewicza z ul. Warszawską. Ostatecznie z tunelu zrezygnowano. Istniała także możliwość lokalizacji na Rynku Miejskiego Obiektu Wielofunkcyjnego (MOW), jednak również zaniechano jego budowy.
Latem 2010 na Rynku położono nowy asfalt, by mogły tędy tymczasowo kursować autobusy (koszt wyniósł około 160 000 zł). W dniach od 8 do 11 marca 2011 na kolejnych Międzynarodowych Targach Nieruchomości MIPiM w Cannes miasto promowało projekt przebudowy, przeznaczonej także na inwestycje hotelowe i biurowe. W maju 2011 wojewoda śląski wszczął postępowanie w sprawie wydania decyzji o ustaleniu lokalizacji przedsięwzięcia Euro 2012 dla inwestycji "Przebudowa linii tramwajowej wraz z przebudową infrastruktury kolidującej w strefie Rondo–Rynek w Katowicach". W ramach przebudowy zostanie zlikwidowany tor w ul. Pocztowej i przeniesiony w ul. św. Jana. Planowane jest zlikwidowanie skrętu z ul. Warszawskiej w prawo – w al. Wojciecha Korfantego, oraz wytyczenie nowego toru – skrętu z ul. Warszawskiej w kierunku Brynowa. Zostanie także zastosowana technologia "zielonego toru" (wyłożenie toru trawą). W 2011 ma być wyłoniony wykonawca przebudowy torowiska.
18 maja 2011 zostało wszczęte postępowanie administracyjne, mające na celu wydanie decyzji na realizację inwestycji drogowej pn.: "Przebudowa układu drogowego, placów publicznych, torowiska tramwajowego oraz infrastruktury technicznej w strefie Rondo–Rynek" dla przedsięwzięcia "Przebudowa strefy śródmiejskiej miasta Katowice". W lipcu 2011 radni na posiedzeniu Rady Miasta Katowice wyrazili zgodę na zaciągnięcie kredytu przez miasto na wysokość około 100 milionów złotych, które mają być przeznaczone na przebudowę, a we wrześniu 2011 miasto ogłosiło przetarg na przebudowę strefy. Rozpoczęcie prac budowlanych nastąpiło 3 marca 2012 roku.
Po przebudowie powstał tzw. plac kwiatowy pomiędzy budynkiem Rynek 1 a SDH „Zenit”, z ławkami, siedziskami drewnianymi, schodkami oraz pawilonami kwiatowymi po wschodniej stronie. Centralną część Rynku pozostawiono jako płytę do organizacji różnych wydarzeń. Likwidacji uległo torowisko tramwajowe, umożliwiające skręt z al. W. Korfantego w ul. Warszawską. Powstał za to łącznik, umożliwiający tramwajom skręt z ul. Warszawskiej w ul. św. Jana. W północno-wschodniej części powstał plac zabaw, a całość od strony północnej zajął piętrowy pawilon. Oddanie całego Ryku do użytku po przebudowie miało miejsce w 2016, a pawilonu – w 2017.

## Obiekty i instytucje

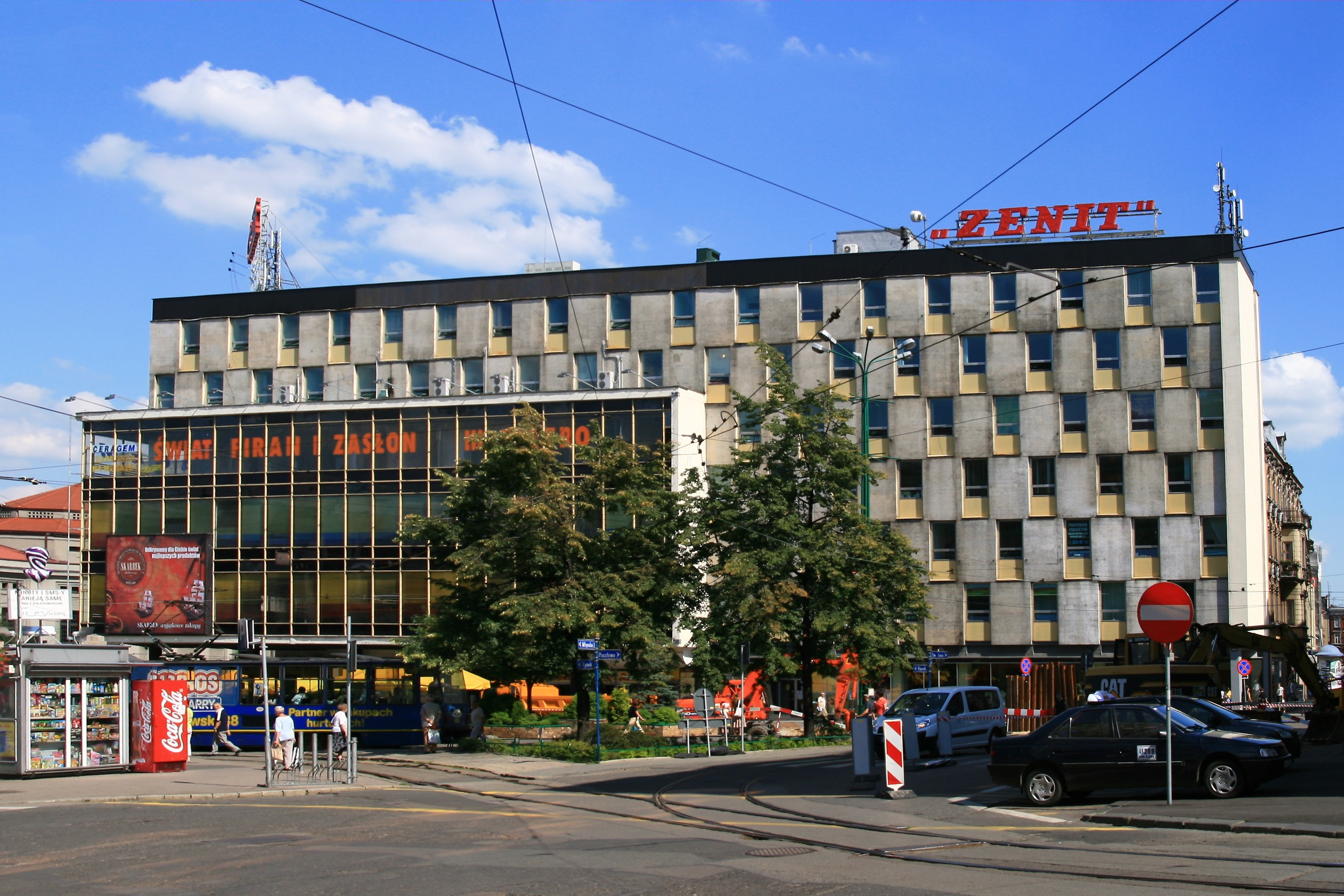
Spółdzielczy Dom Handlowy „Zenit” – przed remontem

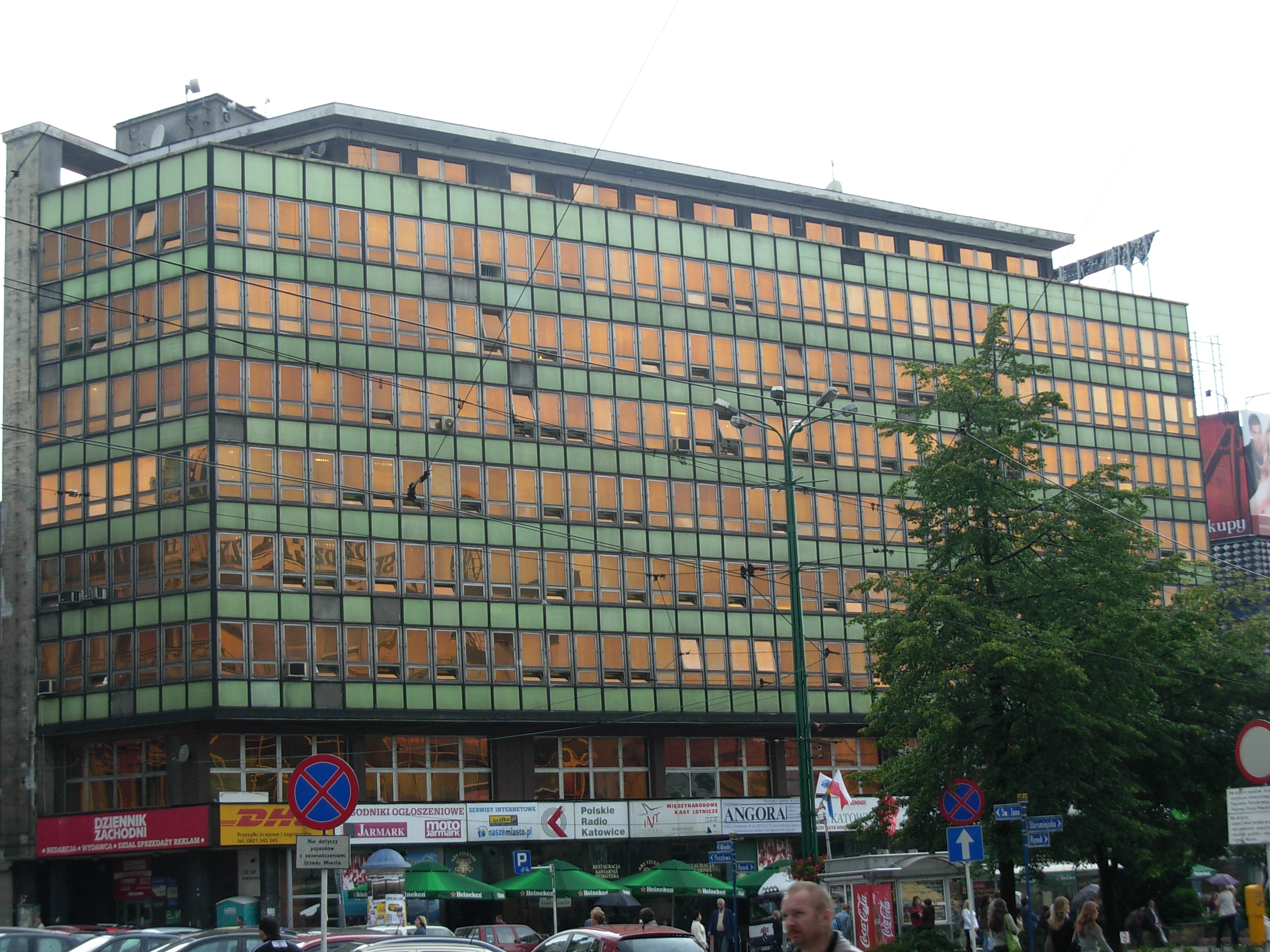
Dom Prasy Śląskiej – przed przebudową i zmianą funkcji usługowej

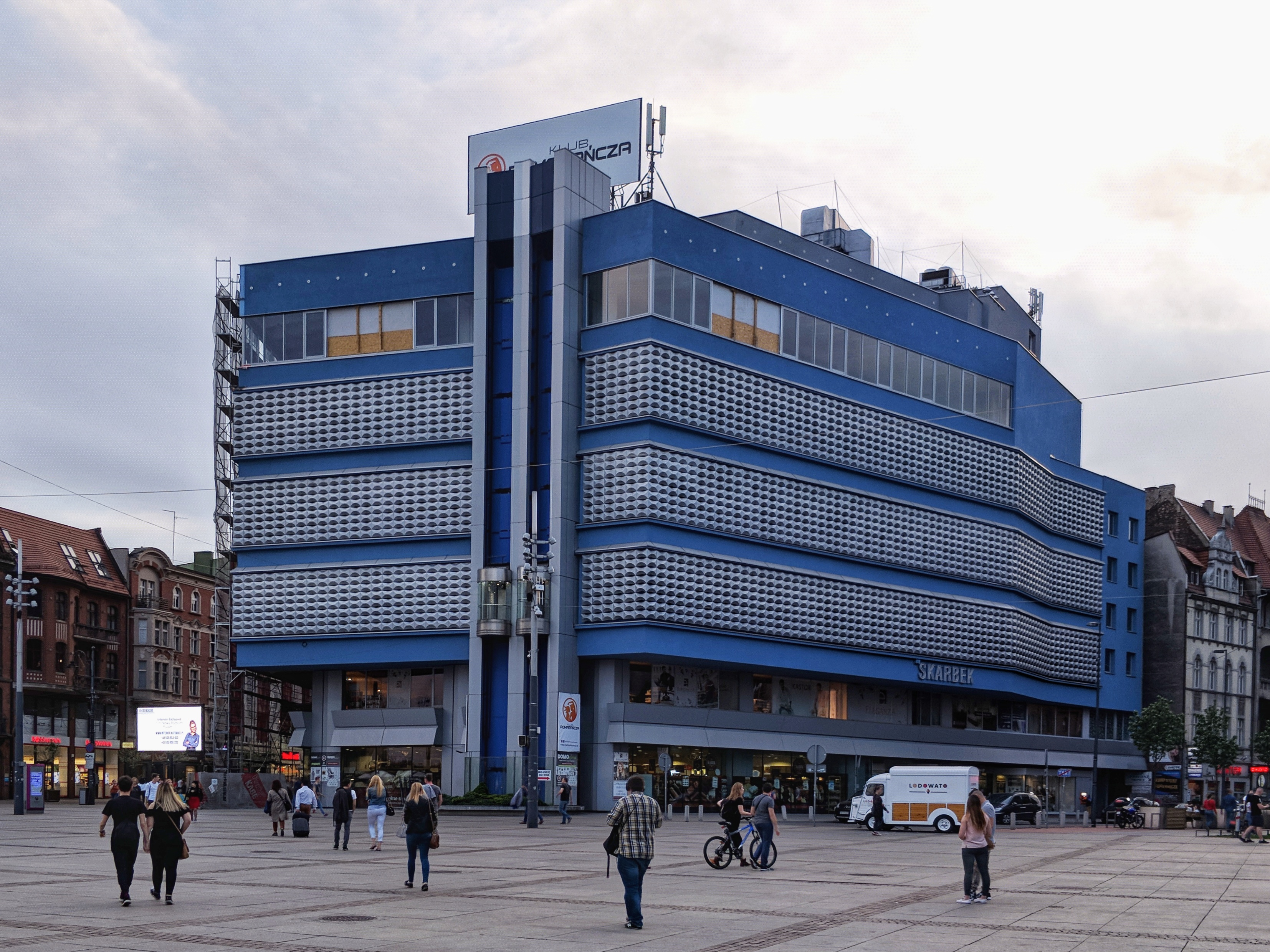
Spółdzielczy Dom Handlowy „Skarbek”

Przy Rynku znajdują się następujące historyczne obiekty:
- Teatr Śląski im. Stanisława Wyspiańskiego w Katowicach (Rynek 2); wpisany do rejestru zabytków w 1991 (nr rej.: A/1447/91[67], A/675/2020); wzniesiony w latach 1906–1907 w stylu modernistycznym; granice ochrony obejmują budynek wraz z najbliższym otoczeniem (plac przed teatrem) w ramach działki;
- kamienica mieszkalna (Rynek 6)[68];
- kamienica mieszkalna (Rynek 7); wpisana do rejestru zabytków dnia 30 grudnia 1991 (nr rej.: A/1448/91[67] i A/705/2020[69]); wzniesiona około 1869 prawdopodobnie według projektu Ludwiga Goldsteina, nadbudowana i przebudowana w 1922 (głównie fasada); granice ochrony obejmują cały budynek;
- kamienica mieszkalna (Rynek 8), wybudowana w dwudziestoleciu międzywojennym[68];
- kamienica – dawny bank (Rynek 9), wzniesiona w 1907[68].

Wokół Rynku znajdują się takie budynki jak:
- Dom Prasy Śląskiej; jego budowę ukończono w 1963, początkowo projektowany jako "Dom Sportowca", aktualnie Biuro Obsługi Mieszkańców Urzędu Miejskiego;
- Spółdzielczy Dom Handlowy „Skarbek”, oddany do użytku w 1975, wzniesiony według projektu Juranda Jareckiego[70], posiada kubaturę około 62 000 m²[71],
- Spółdzielczy Dom Handlowy „Zenit”, wzniesiony w 1962, według projektu Mieczysława Króla i Juranda Jareckiego[70].

Przy Rynku swoją siedzibę mają:
- Centrum Informacji Turystycznej i Górnośląski Oddział PTTK (Rynek 13)[73],
- Teatr Śląski im. Stanisława Wyspiańskiego w Katowicach (Rynek 2)[74],
- Obwodowy i Okręgowy Urząd Miar (Rynek 9), Okręgowy Urząd Miar istniał pod tym numerem już w dwudziestoleciu międzywojennym[75],
- Powiatowy Inspektorat Nadzoru Budowlanego dla miasta Katowice (Rynek 13),
- Związek Artystów Scen Polskich (oddział, Rynek 2),
- prywatny zespół szkół "Cosinus" (gimnazjum, liceum i szkoły policealne, Rynek 12),
- firmy usługowo-handlowe.

## Komunikacja

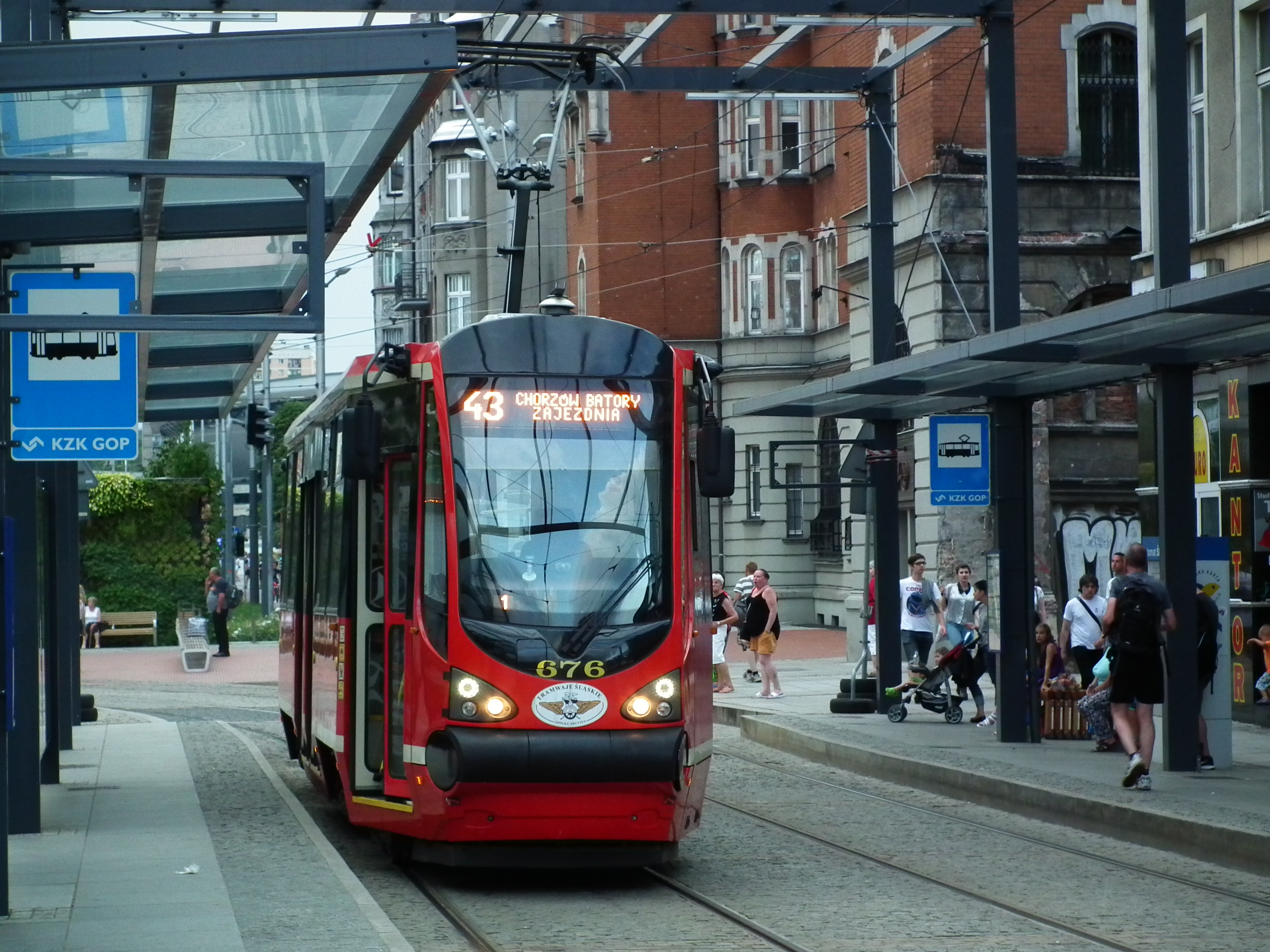
Tramwaj linii 43 na Rynku

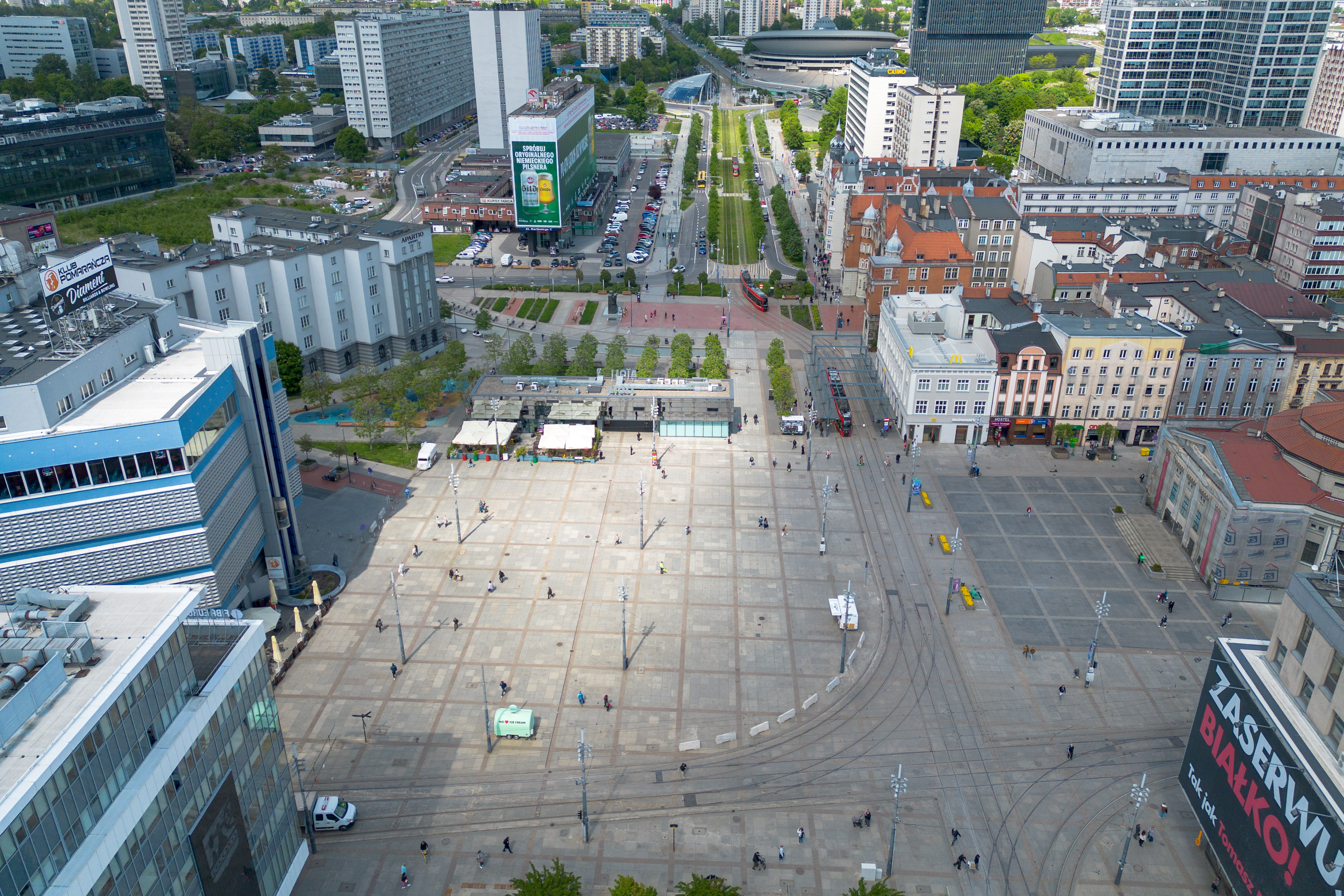
Rynek z lotu ptaka

W dwudziestoleciu międzywojennym przy Rynku znajdowały się przystanki początkowe autobusów Śląskich Linii Autobusowych. Autobusy w kierunku Dębu, Rudy Śląskiej, Chorzowa swój przystanek początkowy miały u wylotu ul. Teatralnej; w kierunku Mikołowa, Piotrowic – u wylotu ul. Marszałka Piłsudskiego (obok gmachu teatru); w kierunku Józefowca – przed gmachem teatru; w kierunku Bogucic i Dąbrówki Małej – u wylotu ul. A. Mickiewicza; w kierunku Mysłowic – obok wylotu ul. 3 Maja. Śląskie Linie Autobusowe w lipcu 1936 przy Rynku 7 zlokalizowały swoje biura, dyrekcję i poczekalnię dla pasażerów.
Przez Rynek prowadzą tory tramwajowe po których kursują linie tramwajowe Tramwajów Śląskich. 
Na Rynku znajduje się również stacja Metroroweru nr 27684.